# Lorraine Open 1982
Il Lorraine Open 1982 è stato un torneo di tennis giocato sul sintetico indoor. Si è giocato a Metz in Francia. È stata la 4ª edizione del torneo, che fa parte del Volvo Grand Prix 1982. Il torneo si è giocato dal 15 al 21 marzo 1982.

## Campioni

### Singolare maschile
Erick Iskersky ha battuto in finale  Steve Denton con il punteggio di 6–4, 6–3

### Doppio maschile
David Carter /  Paul Kronk hanno battuto in finale  Matt Doyle /  David Siegler con il punteggio di 6–3, 7–6